# Roman Werner
Roman Werner (geb. 5. Mai 1989 in Bremerhaven) ist ein deutscher Bluesrock-Gitarrist.

## Leben
Roman Werner schloss 2010 sein Studium an der Hamburg School of Music ab. In der Band der Sängerin Jessy Martens gewann er 2012 den Deutschen ROCK & POP Preis als Beste Rockband und den German Blues Award als Beste Band und Bestes Album (Break your Curse).
2013 verließ Werner die Band. Im selben Jahr erschien seine eigene EP Blazins Suns.
Werner spielte unter anderem mit Künstlern wie Andreas Gabalier in der NDR Talk Show und bei Carmen Nebel, Ken Hensley, Inga Rumpf, Anne-Marie beim Deutschen Radiopreis 2017, Iggi Kelly (Sohn von Patricia Kelly von The Kelly Family), Latonius und Maks and the Minors.
2024 begleitete Werner Chris de Burgh bei dessen Präsentation seiner neuen Single It’s Never Too Late, die Live im ZDF-Fernsehgarten übertragen wurde.
Werner ist zudem als Musiklehrer an Bremerhavens Schulen tätig.